# NGC 6284
NGC 6284 (również GCL 53 lub ESO 518-SC9) – gromada kulista znajdująca się w gwiazdozbiorze Wężownika. Odkrył ją William Herschel 22 maja 1784 roku. Jest położona w odległości ok. 49,9 tys. lat świetlnych od Słońca oraz 24,5 tys. lat świetlnych od centrum Galaktyki.